# 加泰羅尼亞橫斷山脈

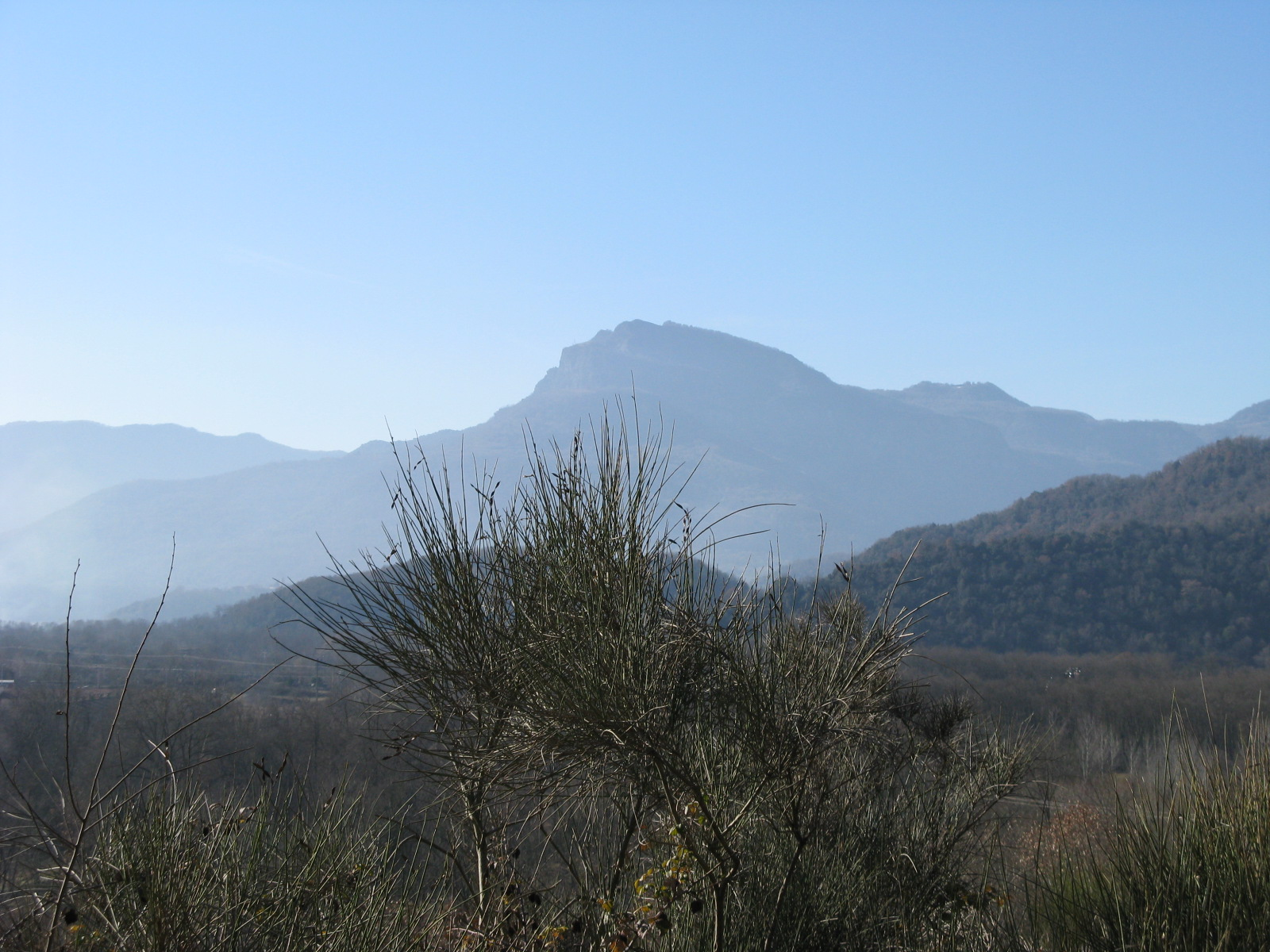

41°55′N 2°33′E / 41.917°N 2.550°E
加泰羅尼亞橫斷山脈（西班牙語：Cordillera Transversal），是西班牙的山脈，位於該國東北部加泰羅尼亞，處於前比利牛斯山山麓東端，最高點是海拔高度1,515米的薩卡爾姆山。